# KV OKO
KV OKO/Bies is een Nederlandse korfbalclub uit Opende. De afkorting OKO staat voor Opende Komt Op.

## Geschiedenis
De club werd opgericht op 16 mei 1931. Echter werd de club her-opgericht op 22 juni 1946, net na de Tweede Wereldoorlog.

## Locatie
Veldwedstrijden worden gespeeld op Sportpark "De Olde Wierden", aan de Verbindingsweg 5 te Opende. De zaalwedstrijden worden gespeeld in MFC De Veste.

## Niveau
In seizoen 2023-2024 brak OKO door op het landelijke niveau; na de eerste helft veldcompetitie maakte OKO 1 promotie naar de Ereklasse.
Hierdoor kwamen ze in de tweede competitiehelft uit in de Ereklasse, wat Nederlands hoogste niveau veldkorfbal is.